# يوجي سينوما
يوجي سينوما (باليابانية: 瀬沼 優司) (1 سبتمبر 1990 في كاناغاوا في اليابان – )؛ هو لاعب كرة قدم ياباني سابق كان يلعب كمهاجم.

## وصلات خارجية
- يوجي سينوما على موقع رابطة كرة القدم اليابانية للمحترفين (اليابانية)
- يوجي سينوما على موقع قاعدة بيانات كرة القدم.إي يو (الإنجليزية)
- يوجي سينوما على موقع Soccerway.com (الإنجليزية)
- يوجي سينوما على موقع عالم كرة القدم.نت (الإنجليزية)